# العصرة (الشاهل)

تعديل مصدري - تعديل

العصرة هي إحدى قرى عزلة جانب اليمن بمديرية الشاهل التابعة لمحافظة حجة، بلغ تعداد سكانها 391 نسمة حسب تعداد اليمن لعام 2004.